# The Day You Went Away: The Best of M2M
The day you went away: The best of M2M es el último álbum recopilatorio del grupo noruego de pop adolescente  M2M, ahora disuelto. 
La compilación incluye todos los singles de sus dos álbumes de estudio Shades of purple y The big room, así como algunas versiones acústicas de otras canciones. Contiene una versión en chino mandarín de su hit Pretty boy y una versión en español de Everything you do. También tiene tres nuevas canciones, Not to me, Is you, y Wait for me. 
Las notas incluyeron las letras de las canciones; sin embargo, hay un error en la letra de Dont say you love me. En lugar de "... we´re sitting there you start kissing me...", lo que está escrito es "... what is written there you said you love me ...". Las letras están escritas bien en la banda sonora de Pokémon The First Movie: Mewtwo Strikes Back, donde se cambió la letra de la canción You said you love me para eliminar la referencia a besar. Sin embargo, la versión incluida en el álbum es la versión original.
El álbum contó con la versión en español de la canción Everything you do titulada Todo lo que haces que fue lanzada para el mercado latinoamericano y para España. Contó con una versión en chino mandarín del tema Pretty boy. El álbum se editó junto con un VCD que entre otras cosas incluía algunos videos musicales de la banda y algunas entrevistas de las componentes del grupo en Tailandia y Noruega.

## Canciones
1. " The Day You Went Away" - 3:43
2. " Mirror mirror" – 3:21
3. "Pretty Boy" – 4:40
4. "Don't Say You Love Me " – 3:46
5. " Everything" – 3:07
6. "Everything You Do" [Re-Vocals version] - 4:05
7. "Girl In Your Dreams" – 3:40
8. " What You Do About Me" – 3:21
9. "Don't" [Acoustic Version] – 3:30
10. "Wanna Be Where You Are – 3:26
11. "Not To Me" – 3:09
12. "Is You" – 4:01
13. "Wait For Me" – 3:06
14. "Jennifer" [Acoustic Version] – 2:53
15. "Love Left For Me" [Acoustic Version] – 4:14
16. "Pretty Boy" [Chinese Mandarin Version] – 4:39
17. "Everything" [Acoustic Version] – 3:41
18. "Don't Say You Love Me" [Tin Tin Out Remix] – 3:33
19. "Todo Lo Que Haces" ["Everything You Do" - Spanish Version] – 4:02
20. "Mirror, Mirror" [Power Dance Remix] – 5:56